# Homeplus

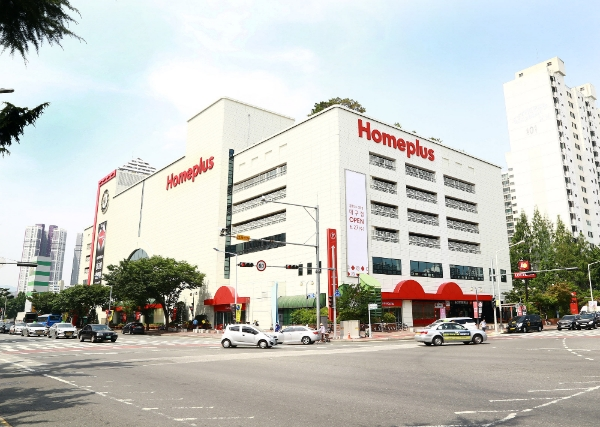
Các cửa hàng Đặc biệt Homeplus đầu tiên tại Daegu, Hàn Quốc

Homeplus (tiếng Hàn: 홈플러스) là chuỗi cửa hàng bán lẻ giảm giá với 840 chi nhánh cùng 25.000 nhân viên trên khắp Hàn Quốc. Homeplus là nhà bán lẻ lớn thứ hai ở nước này, sau chuỗi e-mart của Tập đoàn Shinsegae. Homeplus vận hành các siêu thị lớn, chuỗi siêu thị 'Homeplus Express', cửa hàng tiện ích '365 Plus' và dịch vụ mua sắm trực tuyến giao hàng tận nhà. Các cửa hàng, siêu thị lớn Homeplus kinh doanh các sản phẩm gia dụng, quần áo và đồ điện tử. Nó được sở hữu bởi tập đoàn siêu thị Anh Tesco cho đến năm 2015.
Bắt đầu từ năm 1997 với chi nhánh kinh doanh phân phối của Samsung C&T Corporation, Homeplus mở siêu thị lớn đầu tiên ở Daegu và chi nhánh thứ hai ở Tây Busan. Năm 1999, một liên doanh giữa Samsung C&T và chuỗi bán lẻ toàn cầu của Anh Tesco, 'SamsungTesco' đã được ra mắt, trở thành nhà bán lẻ lớn thứ hai tại Hàn Quốc bằng cách tiếp quản 33 cửa hàng Homever (ex-Carrefour) từ năm 2008. Kể từ đó Tesco điều hành Homeplus cho đến năm 2015 và quỹ cổ phần tư nhân là MBK Partners, mua lại công ty trong năm 2015 và đang điều hành doanh nghiệp này.
Vào năm 2011, Homeplus đã mở siêu thị ảo đầu tiên trên thế giới tại ga Seolleung thuộc tàu điện ngầm Seoul tuyến 2, đây là nơi người dùng điện thoại thông minh có thể chụp mã vạch của các bức ảnh có kích thước thật trên tường và trên nền màn hình cửa ra vào của 500 mặt hàng thực phẩm, đồ vệ sinh cá nhân, điện tử... để phục vụ giao hàng trong cùng một ngày.
Vào tháng 8 năm 2014, công ty cắt giảm lợi nhuận thêm 0,4 tỷ USD. Ngày 23 tháng 9 năm 2014, Homeplus bị điều tra vì cáo buộc vi phạm dữ liệu. Từ ngày 5–10 tháng 9 cùng năm, một trong những cửa hàng của công ty đã bị đình công trong kỳ nghỉ Chuseok để phản đối việc tăng lương không đáng kể.
Tháng 10 năm 2015, công ty đã được bán cho MBK Partners, hợp tác với Canada Pension Plan Investment Board và Temasek Holdings của Singapore trong một giao dịch trị giá 4,2 tỷ bảng Anh.